# Tricyphona (Tricyphona) protea
Tricyphona (Tricyphona) protea is een tweevleugelige uit de familie Pediciidae. De soort komt voor in het Nearctisch gebied.